# Boliarov
Boliarov é um município da Eslováquia, situado no distrito de Košice-okolie, na região de Košice. Tem 9,41 km² de área e sua população em 2018 foi estimada em 922 habitantes.

## Demografia
| Ano:        | 1994 | 2004    | 2014    | 2024    |
| ----------- | ---- | ------- | ------- | ------- |
| Broj ljudi: | 486  | 625     | 826     | 1074    |
| Razlika:    |      | +28,60% | +32,16% | +30,02% |

| Ano:               | 2023 | 2024   |
| ------------------ | ---- | ------ |
| Número de pessoas: | 1051 | 1074   |
| Diferença:         |      | +2,18% |